# Acrapex brunnea
Acrapex brunnea är en fjärilsart som beskrevs av Bhkr. Acrapex brunnea ingår i släktet Acrapex och familjen nattflyn. Inga underarter finns listade i Catalogue of Life.